# غرين فورست
غرين فورست (بالإنجليزية: Green Forest, Arkansas)‏ هي مدينة تقع في مقاطعة كارول، أركنسو بولاية أركنساس في الولايات المتحدة. تبلغ مساحة هذه المدينة 5.9 (كم²)، وترتفع عن سطح البحر 408 م، بلغ عدد سكانها 2761 نسمة في عام 2010 حسب إحصاء مكتب تعداد الولايات المتحدة.

## التركيبة السكانية
حدّد مكتب تعداد الولايات المتحدة بيانات التركيبة السكانية لغرين فورست في تعداد الولايات المتحدة. في ما يلي، التركيبة السكانية حسب تعدادي 2000 و2010.

### تعداد عام 2000
بلغ عدد سكان غرين فورست 2,717 نسمة بحسب تعداد عام 2000، وبلغ عدد الأسر 964 أسرة وعدد العائلات 673 عائلة مقيمة في المدينة. في حين سجلت الكثافة السكانية 472.5 نسمة لكل كيلومتر مربع (1,223.8/ميل2). وبلغ عدد الوحدات السكنية 1,046 وحدة بمتوسط كثافة قدره 181.9 لكل كيلومتر مربع (471.1/ميل2).
وتوزع التركيب العرقي للمدينة بنسبة 82.55% من البيض و0.40% من الأمريكيين الأفارقة و1.07% من الأمريكيين الأصليين و0.48% من الأمريكيين ذوي الأصول الآسيوية و0.37% من سكان جزر المحيط الهادئ و12.37% من الأعراق الأخرى و2.76% من عرقين مختلطين أو أكثر و33.20% من الهسبانيون أو اللاتينيون من أي عرق.
بلغ عدد الأسر 964 أسرة كانت نسبة 42.8% منها لديها أطفال تحت سن الثامنة عشر تعيش معهم، وبلغت نسبة الأزواج القاطنين مع بعضهم البعض 51.9% من أصل المجموع الكلي للأسر، ونسبة 13.1% من الأسر كان لديها معيلات من الإناث دون وجود شريك،  بينما كانت نسبة 4.9% من الأسر لديها معيلون من الذكور دون وجود شريكة وكانت نسبة 30.2% من غير العائلات. تألفت نسبة 23.2% من أصل جميع الأسر من عدة أفراد يعيشون في نفس المنزل ونسبة 11.2% كانت تتألف من شخص يعيش بمفرده يبلغ من العمر 65 عاماً أو أكثر. وبلغ متوسط حجم الأسرة المعيشية 2.82، أما متوسط حجم العائلات فبلغ 3.27.
بلغ العمر الوسطي للسكان 30.0 عاماً. وكانت نسبة 28.6% من القاطنين تحت سن الثامنة عشر، وكانت نسبة 12.7% بين الثامنة عشر والرابعة والعشرين عاماً، ونسبة 30.8% كانت واقعةً في الفئة العمرية ما بين الخامسة والعشرين والرابعة والأربعين عاماً، ونسبة 15.8% كانت ما بين الخامسة والأربعين والرابعة والستين، ونسبة 12.1% كانت ضمن فئة الخامسة والستين عاماً فما فوق. يوجد لكل 100 أنثى 96.9 ذكر، ويوجد لكل 100 أنثى في الثامنة عشر من عمرها فما فوق 96.0 ذكر.
بلغ متوسط دخل الأسرة في المدينة 23,750 دولارًا، أما متوسط دخل العائلة فبلغ 26,765 دولارًا. وكان متوسط دخل الذكور 18,886 دولارًا مقابل 16,686 دولارًا للإناث. وسجل دخل الفرد الخاص بالمدينة 10,720 دولارًا. وكانت نسبة 16.7% من العائلات ونسبة 22.1% من السكان تحت خط الفقر، وكان من هؤلاء نسبة 24.7% تحت سن الثامنة عشر ونسبة 23.5% في الخامسة والستين من العمر وما فوق.

### تعداد عام 2010
بلغ عدد سكان غرين فورست 2,761 نسمة بحسب تعداد عام 2010، وبلغ عدد الأسر 983 أسرة وعدد العائلات 662 عائلة مقيمة في المدينة. في حين سجلت الكثافة السكانية 480.2 نسمة لكل كيلومتر مربع (1,243.7/ميل2). وبلغ عدد الوحدات السكنية 1,115 وحدة بمتوسط كثافة قدره 193.9 لكل كيلومتر مربع (502.2/ميل2).
وتوزع التركيب العرقي للمدينة بنسبة 78.16% من البيض و0.72% من الأمريكيين الأفارقة و0.87% من الأمريكيين الأصليين و0.69% من الأمريكيين ذوي الأصول الآسيوية و0.29% من سكان جزر المحيط الهادئ و16.62% من الأعراق الأخرى و2.64% من عرقين مختلطين أو أكثر و39.01% من الهسبانيون أو اللاتينيون من أي عرق.
بلغ عدد الأسر 983 أسرة كانت نسبة 40.6% منها لديها أطفال تحت سن الثامنة عشر تعيش معهم، وبلغت نسبة الأزواج القاطنين مع بعضهم البعض 43.8% من أصل المجموع الكلي للأسر، ونسبة 16.4% من الأسر كان لديها معيلات من الإناث دون وجود شريك،  بينما كانت نسبة 7.1% من الأسر لديها معيلون من الذكور دون وجود شريكة وكانت نسبة 32.7% من غير العائلات. تألفت نسبة 25.1% من أصل جميع الأسر من عدة أفراد يعيشون في نفس المنزل ونسبة 10.5% كانت تتألف من شخص يعيش بمفرده يبلغ من العمر 65 عاماً أو أكثر. وبلغ متوسط حجم الأسرة المعيشية 2.81، أما متوسط حجم العائلات فبلغ 3.39.
بلغ العمر الوسطي للسكان 31.3 عاماً. وكانت نسبة 30.3% من القاطنين تحت سن الثامنة عشر، وكانت نسبة 9.4% بين الثامنة عشر والرابعة والعشرين عاماً، ونسبة 27.8% كانت واقعةً في الفئة العمرية ما بين الخامسة والعشرين والرابعة والأربعين عاماً، ونسبة 22% كانت ما بين الخامسة والأربعين والرابعة والستين، ونسبة 10.5% كانت ضمن فئة الخامسة والستين عاماً فما فوق. وتوزع التركيب الجنسي للسكان بنسبة 49.1% ذكور و50.9% إناث.

## أعلام
- ديفيد كروكت غراهام
- هيلين براون

## وصلات خارجية
- The US50 - Cities and Towns in Arkansas State
- 2012 United States Census Estimate